# Castelo de Caminha

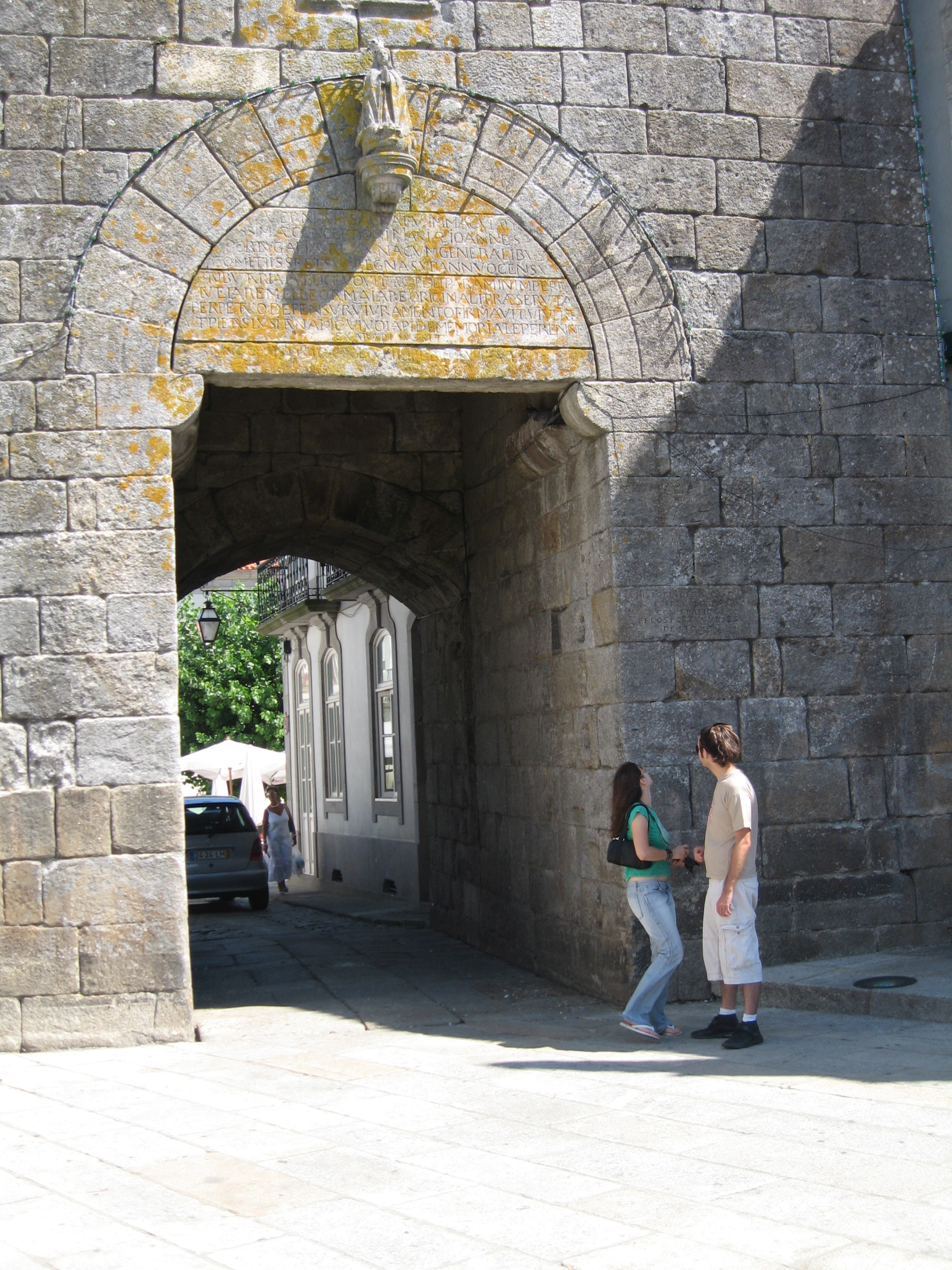
Castelo de Caminha: porta da muralha.

O Castelo de Caminha, ou Fortificações de Caminha, localiza-se na atual freguesia de Caminha (Matriz) e Vilarelho, na vila e no município de Caminha, no distrito de Viana do Castelo, em Portugal.
Antigo porto numa ponta de areia entre os rios Coura e Minho, a vila de Caminha desenvolveu-se com base na pesca e no comércio (fluvial e marítimo), a partir do século XII, quando se reduziu a pirataria no litoral, ganhando importância como baluarte defensivo da fronteira noroeste de Portugal. Assim o entendeu o rei D. Afonso III (1248-1279), no âmbito da reorganização da fronteira do Entre Douro e Minho, que ali criou uma póvoa de raiz, com traçado racional do ponto de vista militar e urbanístico.
Todos os elementos que restam do conjunto fortificado da vila de Caminha estão classificados como Imóvel de Interesse Público desde 1967, o que foi confirmado em 1970.

## História

### Antecedentes
Acredita-se que a primitiva ocupação humana do seu sítio remonta à pré-história. À época da Invasão romana da Península Ibérica, foi dotada de uma fortificação, cujos alicerces datam dos séculos IV e V.

### O castelo medieval
Estas defesas foram ampliadas e reforçadas desde a Reconquista cristã da península, registrando-se o topónimo Caminha desde o século X, referindo-se, entretanto, ao espaço da atual freguesia de Vilarelho, a leste da atual Caminha, onde, no alto do Coto da Pena se identificam os vestígios do primitivo castelo, erguido entre os séculos X e XI. Com o progressivo aumento da segurança na costa, concomitante com o desenvolvimento das atividades econômicas, a povoação desenvolveu-se em direção à foz do rio Minho, em zona mais baixa, mais fértil e de acesso mais dinâmico ao mar.
No contexto das campanhas contra Castela, o seu povoamento e defesa foram incentivados sob os reinados de D. Afonso III (1248-1279), de D. Dinis (1279-1325) e de D. João I (1385-1433), devido ao valor estratégico que esta povoação lindeira representava para o reino.
Quando do encerramento da crise de 1383-1385, tendo a nobreza da região norte de Portugal tomado partido por Castela, os homens bons de Vila Nova de Cerveira, Caminha e Monção enviaram mensagens ao Condestável Nuno Álvares Pereira declarando-se verdadeiros portugueses, vindo a entregar-lhe voluntariamente essas povoações. É ao novo soberano, D. João I, que se atribui a dilatação da cerca, ficando a vila guarnecida por uma segunda cinta de muralhas.
Sob o reinado de D. Manuel I (1495-1521), a povoação e seu castelo encontram-se figurados por Duarte de Armas (Livro das Fortalezas, c. 1509).

### A fortaleza setecentista
Diante da Restauração da independência portuguesa, a posição lindeira de Caminha reaquiriu valor estratégico. Desse modo, o Conselho de Guerra de D. João IV (1640-1656) modernizou-lhe as defesas, dotando-a de uma extensa linha de baluartes e torreões:
- a noroeste – com um novo baluarte junto da Igreja Matriz de Caminha; e
- a sul – integrando as obras erguidas no reinado de D. João I.

### Os nossos dias
Os trechos de muralhas que chegaram até nossos dias, parte da Idade Média e parte setecentistas, foram classificados como Imóvel de Interesse Público por Decreto publicado em 24 de Janeiro de 1967.

## Características
Os remanescentes das muralhas de Caminha evidenciam as características construtivas das fortificações romanas dos séculos IV e V, tendo sido ampliadas e reforçadas nos reinados de D. Afonso III, de D. Dinis e de D. João I.
A muralha medieval em redor da vila, de planta aproximadamente oval, era reforçada por dez cubelos. Nela se rasgavam três portas, cada uma defendida por uma torre que se lhes sobrepunha:
- a Leste, a chamada Porta do Sol, comunicava com a zona ribeirinha e os estaleiros;
- a Oeste, a chamada Porta do Mar, comunicava-se com o cais do porto;
- a Sul, a chamada Porta de Viana, por onde se ia a Viana do Castelo, e que constituía o principal acesso da vila.

A torre que defendia esta última era mais robusta do conjunto, apresentando planta no formato quadrado, e que, na origem, se constituía na torre de menagem. Nela se inscrevia a pedra de armas (símbolo da autoridade régia) e se abrigava uma imagem sacra (símbolo da devoção popular). A partir do século XVII recebeu o relógio público da vila, passando a se denominar Torre do Relógio. O sino deste relógio foi fundido em 1610 e abriga-se na pirâmide que então passou encimar a torre. Com a Restauração, D. João IV fez colocar nesta porta uma imagem de pedra de Nossa Senhora da Conceição.